# 奥平貞教
奥平 貞教（おくだいら さだのり、寛保3年2月19日（1743年3月14日） - 寛政8年10月8日（1796年11月7日））は、伊予松山藩家老、奥平藤左衛門家6代当主。
父は奥平貞幹。養子は奥平昌蔭。初名は貞常。通称は藤之助、内匠、藤左衛門。

## 生涯
寛保3年（1743年）2月19日、松山に生まれる。明和8年（1771年）、擬米200俵大名分となる。安永2年（1773年）9月13日、家老となり擬米300俵。安永3年（1774年）、父の死去により、家督と知行3500石を相続。安永6年（1777年）、軍用方を兼任。安永8年（1779年）8月、藩主松平定国家督相続の御礼言上の際に、江戸城で将軍徳川家治に拝謁する。天明8年（1788年）11月、江戸在府中の不行跡を理由に、家老を罷免され大名分となる。
寛政8年（1796年）10月8日死去。嗣子なく家名断絶。寛政9年（1797年）1月18日、代々功績のある家柄につき、家老吉田張奉の四男貞蔭に新知1200石で家名相続を許される。